# Cmentarz św. Barbary w Toruniu
 Cmentarz pw św. Barbary w Toruniu (nazwa zwyczajowa: cmentarz na Barbarce) – czynny cmentarz parafialny, administrowany przez parafię św. Antoniego. Znajduje się przy ul. Przysieckiej 12, na Barbarce w Toruniu. Jego powierzchnia wynosi 0,12 ha.
Cmentarz powstał w okresie nowożytnym, w 1740 roku dokonano jego pomiarów. Chowano w nim katolików z Barbarki i okolic. W 1839 roku młynarz Heinrich Tilk został dzierżawcą dóbr w Barbarce. W 1842 roku przy cmentarzu rozpoczął budowę kaplicy, zbudowanej w pobliżu poprzedniej zbudowanej przed 1820 rokiem. W 1865 roku na cmentarzu pochowano Emilie Tilck, w 1879 roku jej męża Heinricha. Oba groby zachowały się do czasów współczesnych.
Cmentarz wraz z kaplicą figurują w rejestrze zabytków, nr rej: A/1537/1-2 z 17 sierpnia 2009 roku.